# طواف إفريقيا للدراجات 2012–13
طواف أفريقيا للدراجات 2012–13 (بالإنجليزية: 2012–13 UCI Africa Tour) هو الموسم 9 من  طواف أفريقيا للدراجات.

## السباقات
| طواف أفريقيا للدراجات   | طواف أفريقيا للدراجات | طواف أفريقيا للدراجات                                | طواف أفريقيا للدراجات                                                 | طواف أفريقيا للدراجات                                          | طواف أفريقيا للدراجات                                | طواف أفريقيا للدراجات | طواف أفريقيا للدراجات |
| التاريخ                 | #                     | السباق                                               | الفائز                                                                | الثاني                                                         | الثالث                                               |                       |                       |
| ----------------------- | --------------------- | ---------------------------------------------------- | --------------------------------------------------------------------- | -------------------------------------------------------------- | ---------------------------------------------------- | --------------------- | --------------------- |
| 03 – 07 أكتوبر 2012     | 1                     | جائزة شانتال بيا الكبرى ‏                             | Alexandre Mercier ‏                                                    | Aurélien Gay ‏                                                  | Pavol Polievka ‏                                      |                       |                       |
| 19 – 28 أكتوبر 2012     | 2                     | تور دو فاسو ‏                                         | Rasmané Ouédraogo ‏                                                    | عبد العزيز نيكيما ‏                                             | Leander Schreurs ‏                                    |                       |                       |
| 7 نوفمبر                | 3                     | Men Elite Road African Championships TTT ‏            | ناتنايل بيرهانه Ferekalsi Debesay ‏ دانيال تيكليهايمانوت Jani Tewelde ‏ | Akkouche Said Ali ‏ رافع الشتيوي Maher Hasnaoui ‏ Ahmed M'Raihi ‏ | عادل البربري هشام شعبان Karim Hadjbouzit ‏ فيصل حمزة ‏ |                       |                       |
| 9 نوفمبر                | 4                     | 2012 African Road Cycling Championships Men ITT ‏     | دانيال تيكليهايمانوت                                                  | تسغابو غرماي                                                   | جاي روبرت ثومسون                                     |                       |                       |
| 11 نوفمبر               | 5                     | Men Elite Road African Championships RR ‏             | ناتنايل بيرهانه                                                       | جاي روبرت ثومسون                                               | Ferekalsi Debesay ‏                                   |                       |                       |
| 18 – 25 نوفمبر 2012     | 6                     | طواف رواندا ‏                                         | دارين ليل                                                             | Dylan Girdlestone ‏                                             | John Njoroge ‏                                        |                       |                       |
| 14 – 20 يناير 2013      | 7                     | لا تروبيكال أميسا بونغو                              | يوهان جين                                                             | سفيان هدي                                                      | Gaëtan Bille ‏                                        |                       |                       |
| 16 – 17 فبراير 2013     | 8                     | Fenkil Northern Red Sea ‏                             | Tesfay Abraha ‏                                                        | Awet Gebremedhin ‏                                              | Mekseb Debesay ‏                                      |                       |                       |
| 19 – 22 فبراير 2013     | 9                     | طواف إريتريا                                         | Mekseb Debesay ‏                                                       | مرحاوي قدس                                                     | Meron Amanuel ‏                                       |                       |                       |
| 24 فبراير               | 10                    | Asmara Circuit ‏                                      | Abdellah Benyoucef ‏                                                   | Daniel Teklay ‏                                                 | Nahom Desale ‏                                        |                       |                       |
| 26 فبراير               | 11                    | Les Challenges de la Marche Verte-GP Sakia El Hamra ‏ | السعيد عبد الواش                                                      | Reda Aadel ‏                                                    | أنس آيت العبدية                                      |                       |                       |
| 27 فبراير               | 12                    | Les Challenges de la Marche Verte-GP Oued Eddahab ‏   | عادل جلول                                                             | إسماعيل أيون                                                   | السعيد عبد الواش                                     |                       |                       |
| 28 فبراير               | 13                    | Les Challenges de la Marche Verte-GP Al Massira ‏     | إسماعيل أيون                                                          | أنس آيت العبدية                                                | Reda Aadel ‏                                          |                       |                       |
| 11 – 15 مارس 2013       | 14                    | طواف الجزائر                                         | فيكتور دي لا بارتي                                                    | ستيفان شوماخر                                                  | Constantino Zaballa ‏                                 |                       |                       |
| 16 مارس                 | 15                    | Circuit d'Alger ‏                                     | مارتن بيدرسن                                                          | عز الدين اجاب                                                  | دالي أبلباي                                          |                       |                       |
| 18 – 20 مارس 2013       | 16                    | Tour de Tipaza ‏                                      | Constantino Zaballa ‏                                                  | عادل جلول                                                      | مارتن بيدرسن                                         |                       |                       |
| 21 – 23 مارس 2013       | 17                    | طواف بليدة ‏                                          | هشام شعبان                                                            | فيكتور دي لا بارتي                                             | Constantino Zaballa ‏                                 |                       |                       |
| 29 مارس – 07 أبريل 2013 | 18                    | طواف المغرب                                          | Mathieu Perget ‏                                                       | Maroš Kováč ‏                                                   | Andrey Mizurov ‏                                      |                       |                       |
| 17 – 21 أبريل 2013      | 19                    | Mzansi Tour ‏                                         | روبرت هنتر                                                            | جوليان أنتومارشي                                               | Fortunato Baliani ‏                                   |                       |                       |
| 10 مايو                 | 20                    | Challenge du Prince-Trophée Princier ‏                | عادل جلول                                                             | رافع الشتيوي                                                   | محسن الحسايني                                        |                       |                       |
| 11 مايو                 | 21                    | Challenge du Prince-Trophée de l'Anniversaire ‏       | رافع الشتيوي                                                          | عادل جلول                                                      | يوسف ميرزا الحمادي                                   |                       |                       |
| 12 مايو                 | 22                    | Challenge du Prince-Trophée de la Maison Royale ‏     | Maher Hasnaoui ‏                                                       | Mathieu Perget ‏                                                | سفيان هدي                                            |                       |                       |

## وصلات خارجية
- الموقع الرسمي